# 王薇薇
王薇薇（1949年6月27日—），美国华裔时尚设计师，主要活跃在纽约市。

## 早年履历
王薇薇出生于美国纽约市的一个华裔家庭，并在纽约市长大；她出生时所使用的英文名为。王薇薇的父母都出生于中国，并于1940年代中期移民至美国。王薇薇的父亲王澄清毕业于燕京大学和麻省理工学院，拥有一家医药公司；母亲吴赤芳曾经在联合国担任翻译。而王薇薇的外祖父是奉系军阀的吴俊陞，于1928年的皇姑屯事件中被日本关东军暗杀。王薇薇还有一个弟弟，名叫肯尼斯·王（Kenneth Wang）。
王薇薇曾就读于友谊学校，并在1967年从查宾学校毕业。高中毕业后，她就读于巴黎大学并在莎拉·劳伦斯学院获得美术史学位。
王薇薇从8岁的时候就开始学习花样滑冰。在高中时代，她与詹姆斯·斯图亚特（James Stuart）成为双人滑搭档并一起接受训练。他俩曾参加过1968年的美国花样滑冰锦标赛；并在1968年1月9日，王薇薇登上了《体育画报》的“芸芸众生”版。由于未能入选美国国奥队，她转投时尚行业。不过时至今日，王薇薇依旧享受滑冰的乐趣，并表示“滑冰是多方面的”。
1968年，在纽约华尔道夫酒店举办的国际元媛舞会上，王薇薇首次亮相于上流社会。

## 职业生涯

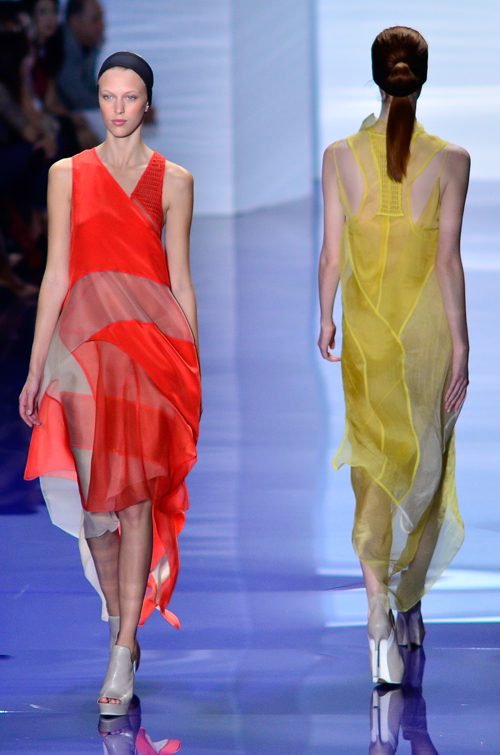
2014年纽约时装周上的王薇薇春夏装走秀。

王薇薇刚从莎拉·劳伦斯学院毕业就被聘为《时尚》杂志的编辑，这使得她成为《时尚》史上最年轻的编辑。她在《时尚》工作了17年，于1987年辞职并加入到拉尔夫·劳伦并在那工作了2年。当王薇薇40岁的时候，她辞职成为独立的新娘婚纱设计师。她设计名单中的公众人物包括：切尔西·克林顿、卡蕾娜·戈尔、伊万卡·特朗普、坎贝尔·布朗、艾莉西亚·凯斯、玛丽亚·凯莉、维多利亚·贝克汉姆、莎拉·米歇尔·盖拉、艾薇儿·拉维尼、希拉里·达夫、科勒·卡戴珊、金·卡戴珊等人。米歇尔·奥巴马也穿过王薇薇所设计的晚礼服。
她也曾经为花样滑冰运动员设计表演服，这其中包括南茜·克里根、关颖珊、埃文·莱萨塞克和陈巍等。王薇薇分别设计了南茜·克里根在1992年和1994年冬奥会的服装；关颖珊在1998年和2002年冬奥会的服装；埃文·莱萨塞克在2010年冬奥会的服装以及陈巍在2018年和2022年冬奥会的服装。王薇薇因为在服装设计方面对花样滑冰运动的贡献而在2009年入选美国花样滑冰名人堂。同时，王薇薇还为费城老鹰啦啦队设计了制服。
在许多红毯走秀环节上，明星们也热衷于穿着王薇薇所设计的礼服。维奥拉·戴维斯在2012年奥斯卡金像奖红毯以及索菲娅·维加拉在第65届黄金时段艾美奖红毯上都是穿着她的设计。
2001年10月23日，王薇薇的个人著作《王薇薇：完美婚礼》出版。2005年6月，她荣膺美国时装设计师协会“年度女装设计师”称号；2006年5月27日，她获得了萨凡纳艺术设计学院“安德烈·莱昂·塔利终身成就奖”；2013年，王薇薇被美国时装设计师协会授予“终身成就奖”。
2006年，王薇薇与连锁百货商科尔氏达成一项合作协议，为它们提供一条平价成衣产品线，该品牌被命名为“简薇（Simply Vera）”。2018年，《福布斯》杂志将其列为“2018年美国白手起家女性富豪榜”的第34位，当时她的收入已经增至6.3亿美元。
在持续2年仅仅通过视频介绍自己设计系列的休假期后，王薇薇于2019年9月10日回归纽约时装周，公开在其品牌的2020年春夏款走秀中亮相，以庆祝她的品牌成立30周年。这次走秀获得了大量积极评价，戈德弗雷·蒂尼（Godfrey Deeny）将其描述为“少数几个拥有真正独特时尚基因的纽约设计师之一所缔造的著名系列”，而布里奇特·福利（Bridget Foley）则将王薇薇的设计形容为“以勇敢的姿态所呈现的美丽而精心设计的服装”。但是这场秀的完美却受到了几次鞋品故障的破坏，特别是在结尾部分，有不少于四名模特儿因此而摔倒。这其中也包括顶级超模孙菲菲，她在走秀中曾两次摔倒。知名时尚评论员凡妮莎·费尔德曼对此评论道，“都已经是2019年了，任何女人都不该因为自己的穿着而遭受酷刑。”

### 主要产业
1990年，王薇薇在纽约市的卡莱尔酒店创立了自己的设计沙龙，并在此出售她的品牌婚纱。此后，王薇薇在纽约、伦敦、东京和悉尼都开设了她的婚纱专卖店，同时她的经营范围也扩展到香水、珠宝、眼镜和家庭用品等。
2002年，王薇薇开始涉足家庭时尚行业，并推出了“王薇薇瓷器与水晶系列（The Vera Wang China and Crystal Collection）”。2007年，王薇薇与科尔氏合作了她的首个品牌副线——“简薇（Simply Vera）”，该系列仅在科尔氏出售。“纯白王薇薇（White by Vera Wang）”于2011年2月11日在大卫新娘创立，这是王薇薇品牌的副线品牌。这个品牌的婚纱售价从600美元到1400美元不等，这使得更多新娘可以以更平价的方式穿着王薇薇所设计的婚纱。
2012年春季，王薇薇与男士衣坊达成合作，以零售或租借铺位的形式出售无尾礼服。同年6月，王薇薇在澳大利亚开设了“王薇薇新娘雪梨店”；并在韩国开设了她的首家亚洲旗舰店“王薇薇新娘首尔店”。
在2024年12月，75岁的王薇薇将她创立已有35年的同名品牌出售给了WHP Global。根据收购协议，王薇薇将继续以设计总监的身份留任，为品牌的创意方向提供指导。

## 个人生活
1989年，王薇薇嫁给了亚瑟·贝克尔，这是一场浸礼宗与犹太教的异教婚姻。他们与他们所领养的两个女儿居住于曼哈顿，大女儿塞西莉亚（Cecilia）出生于1990年，目前已分家另过于纽约市；小女儿约瑟芬（Josephine）出生于1993年，自查宾学校毕业后，目前就读于哈佛大学。贝克尔曾是一家信息技术服务公司导航站的首席执行官，但于2010年8月离职。2012年7月，王薇薇公司发表声明，宣布两人已经友好分手。
王薇薇热爱运动和锻炼。她每天忙于处理自己名下不同系列的产品，从细心研究瓷器图案到科尔氏的小型皮革产品。她通常在白天的时候不接听电话。

## 跨界经历
美国的数部影视作品及电视节目里都有提及王薇薇或有她出镜。
在电视剧版的《欲望都市》里，女主角之一的夏绿蒂·约克发现王薇薇所设计的婚纱是最完美的婚纱，因而在她与特瑞·麦克道格尔（Trey MacDougal）的婚礼上选择穿着她的设计。在NBC电视网首播的电视剧《白宫群英》中，她的设计也在第三季第19集的“黑色婚纱”中被提及。而在ABC电视网播出的电视剧《丑女贝蒂》中，王薇薇更是亲自出镜，她在剧中为威廉米娜·斯莱特（Wilhelmina Slater）设计了她与布拉德福德·米德（Bradford Meade）婚礼上的礼服。

## 出演作品

### 电影
| 作品名   | 发行公司           | 公映年份 | 饰演角色 |
| -------- | ------------------ | -------- | -------- |
| 九月刊   | 路边风景电影公司   | 2009年   | 她自己   |
| 第一千金 | 20世纪福斯电影公司 | 2004年   | 她自己   |

### 电视剧
| 作品名           | 首播频道  | 首播年份 | 饰演角色 |
| ---------------- | --------- | -------- | -------- |
| 绯闻女孩         | CW电视网  | 2012年   | 她自己   |
| 与卡戴珊一家同行 | 娱乐频道  | 2011年   | 她自己   |
| 切尔西夜话       | 娱乐频道  | 2011年   | 她自己   |
| 飞黄腾达名人版   | NBC电视网 | 2008年   | 她自己   |
| 丑女贝蒂         | ABC电视网 | 2007年   | 她自己   |

## 出版书籍
- 王薇薇. . 纽约市: 哈珀柯林斯. 2001-10-23. ISBN 9780688162566 （英语）.
  - 王薇薇. . 时尚文化丛书. 许辉辉(译). 重庆市: 重庆大学出版社. 2015-08-01. ISBN 9787562478089 （中文（简体））.